# Regió de Danzig
La Regió de Danzig (en alemany: Regierungsbezirk Danzig) va ser una regió administrativa (Regierungsbezirk) de la província de Prússia Occidental, de la província de Prússia i posteriorment del Reichsgau de Danzig-Prússia Occidental. Va existir des del 1815 fins al 1920 i de 1939 a 1945. La seva capital era la ciutat de Danzig (Gdańsk).

## Història
La major part de la Prússia Reial polonesa va ser annexada pel rei Frederic el Gran de Prússia en la Primera partició de Polònia de 1772. El territori recentment adquirit es va convertir en la província de Prússia Occidental el 31 de gener de 1773.
Prússia Occidental es va dividir en les regions de Danzig i de Marienwerder el 1815, després de les guerres napoleòniques.
Entre 1824 i 1878 les províncies de Prússia oriental i Prússia occidental es van unir creat la Província de Prússia. Les regions durant aquest període també es van mantenir.
Com a conseqüència del Tractat de Versalles, després de la Primera Guerra Mundial, la major part de la Prússia occidental va ser assignada a la Segona República Polonesa. La ciutat de Danzig i els seus voltants van formar part de la Ciutat Lliure de Danzig. Algunes zones orientals de la regió de Danzig van romandre dins a l'Estat Lliure de Prússia de la República de Weimar. Al 1920, els districtes d'Elbing i Marienburg a Prússia occidental i la ciutat d'Elbing es van afegir a les restes de la regió de Marienwerder, que el 1922 va passar a denominar-se Regió de Prússia Occidental que va ser transferida a la província de Prússia oriental.
Al 26 d'octubre de 1939, després de la conquesta de l'Alemanya nazi del Corredor polonès a principis de la Segona Guerra Mundial, es va crear el Reichsgau de Danzig-Prússia Occidental. També es va recrear la Regió de Danzig com una de les regions del Reichsgau.
La Regió de Danzig va ser dissolta el 1945 després de la derrota alemanya a la guerra. Els conqueridors soviètics van lliurar el territori de la regió a Polònia al març de 1945.

## Divisió administrativa (1815-1920)
| Kreise (districtes rurals) | Kreisfreie Städte (districte urbà) |
| --- | ---------------------------------- |

Divisió administrativa de Prússia Occidental (rosa: Danziz, blau: Marienwerder

| 1. Districte de Berent 2. Districte de Danziger Höhe 3. Districte de Danziger Niederung 4. Districte de Dirschau 5. Districte d'Elbing 6. Districte de Karthaus 7. Districte de Marienburg 8. Districte de Neustadt in Westpreußen 9. Districte de Preußisch Stargard 10. Districte de Putzig | 1. Danzig 2. Elbing                |

## Divisió administrativa (1939-1945)
| Kreise (districtes rurals) | Kreisfreie Städte (districte urbà)          |
| --- | ------------------------------------------- |

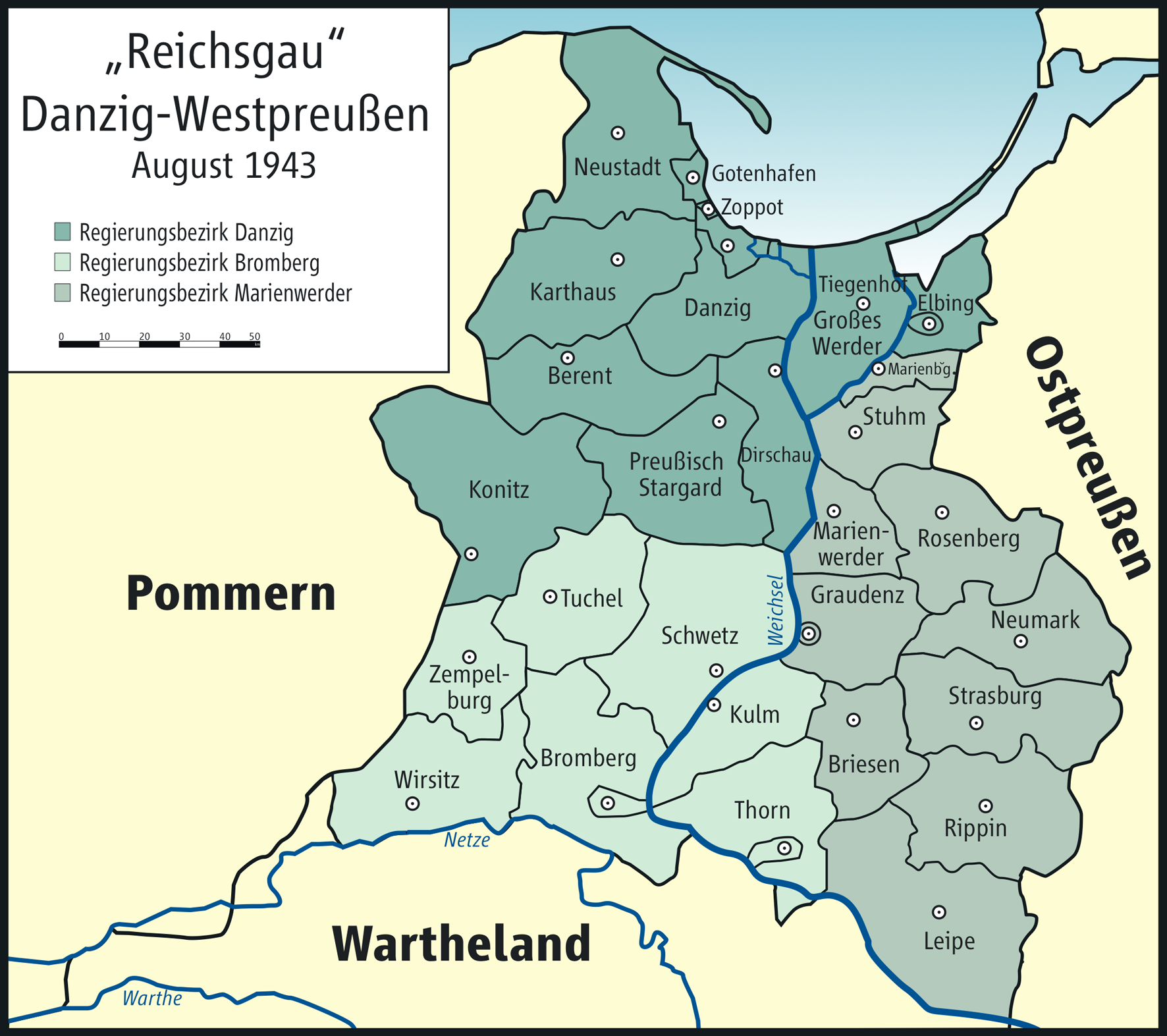
Divisió administrativa de Danzig-Prússia Occidental

| 1. Districte de Berent 2. Districte de Danzig 3. Districte de Dirschau 4. Districte d'Elbing 5. Districte de Großes Werder 6. Districte de Karthaus 7. Districte de Konitz 8. Districte de Neustadt in Westpreußen 9. Districte de Preußisch Stargard | 1. Danzig 2. Elbing 3. Gotenhafen 4. Zoppot |